# L'accademia di musica
L'accademia di musica è una farsa giocosa per musica di Johann Simon Mayr su libretto di Gaetano Rossi.
Il lavoro fu rappresentato la prima volta nell'agosto del 1799 al Teatro San Samuele di Venezia.

## Rappresentazione in tempi moderni
L'opera è stata riportata sulle scene durante il Wildbader Rossini-Festival nel 2003, sotto la direzione di Gabriele Bellini. Nell'occasione è stata effettuata la prima registrazione assoluta.